# Biwabik, Minnesota
Biwabik, Minnesota (енгл. Biwabik) град је у америчкој савезној држави Минесота.

## Демографија
По попису из 2010. године број становника је 969, што је 15 (1,6%) становника више него 2000. године.
| Група             | 2000.       | 2010.       |
| Белци             | 931 (97,6%) | 943 (97,3%) |
| Афроамериканци    | 0 (0,0%)    | 1 (0,1%)    |
| Азијати           | 1 (0,1%)    | 3 (0,3%)    |
| Хиспаноамериканци | 0 (0,0%)    | 9 (0,9%)    |
| Укупно            | 954         | 969         |